# Etherloop
Etherloop è una tecnologia elaborata dalla Elastic Networks che combina le caratteristiche di Ethernet con quelle delle tecnologie DSL.

## Caratteristiche
Etherloop utilizza il classico doppino telefonico per la trasmissione contemporanea di voce e pacchetti di dati attraverso normali linee telefoniche. La velocità varia da 125 kb/s a 6 Mb/s e la distanza massima è di 6400 metri.
Etherloop monitorizza costantemente la linea per cercare e risolvere problemi ed interferenze, garantisce la sicurezza da punto a punto e non vede calare le prestazioni al crescere degli utenti. È inoltre compatibile con i dispositivi Ethernet, che quindi possono essere utilizzati con questa tecnologia. 